# Pfarrkirche Eferding

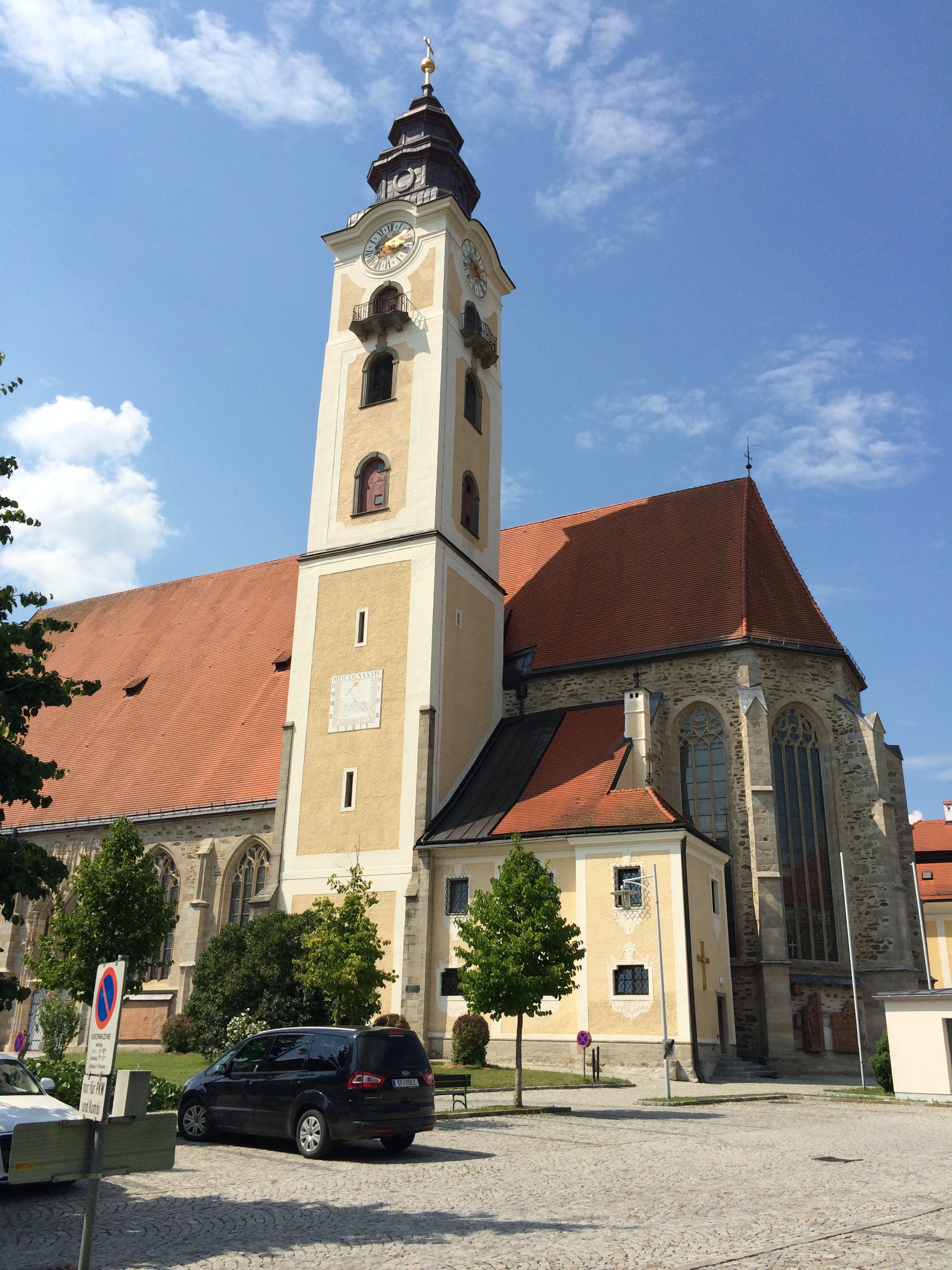
Pfarrkirche hl. Hippolyt, Eferding

Die römisch-katholische Pfarrkirche Eferding mit dem Patrozinium hl. Hippolyt, auch Dom zu Eferding genannt, steht in der Stadtgemeinde Eferding im Bezirk Eferding in Oberösterreich. Seit dem 1. Jänner 2023 gehört Eferding als eine von 10 Pfarrteilgemeinden zur Pfarre Eferdinger Land der Diözese Linz.

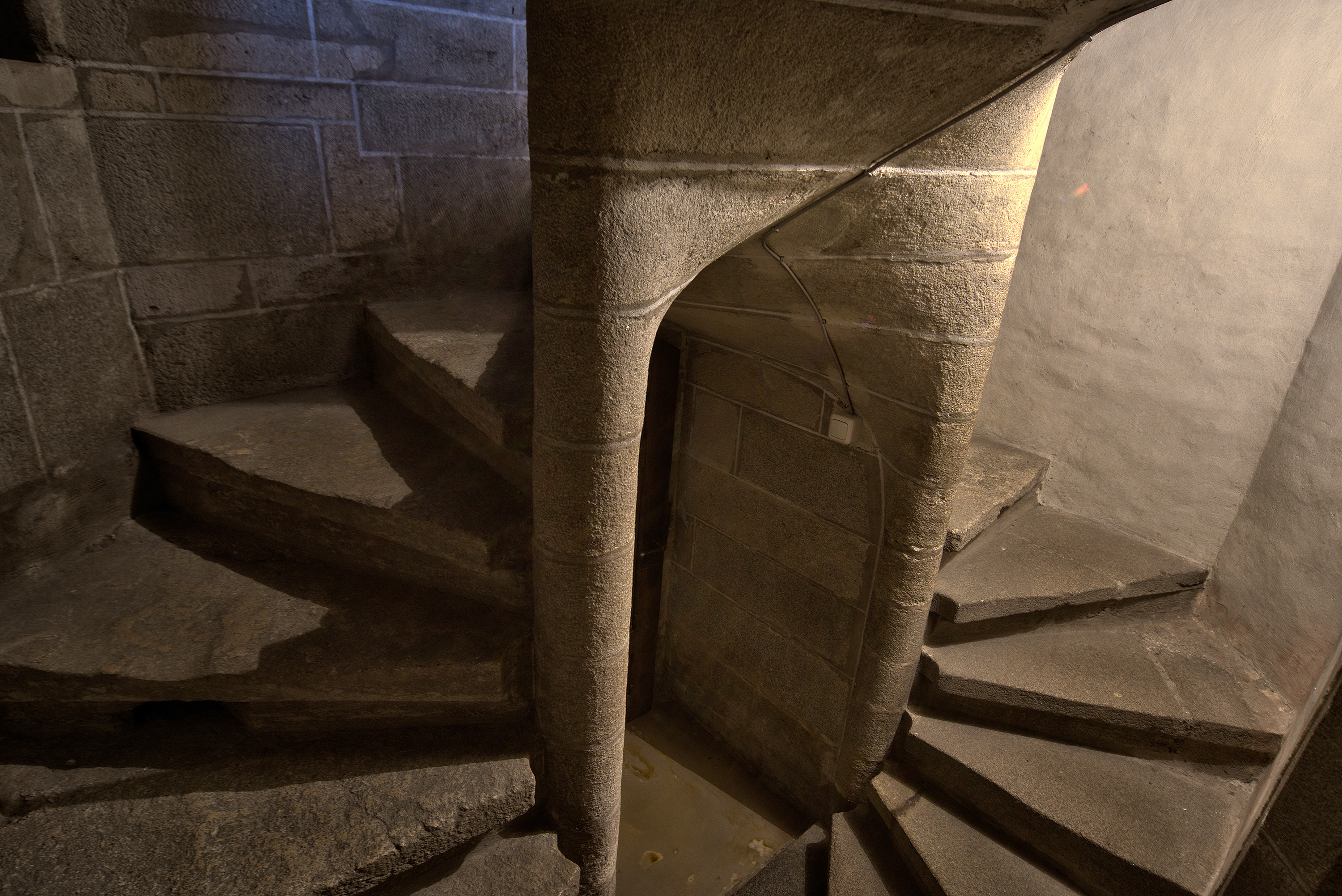
Zwillingswendeltreppe

Das Bauwerk steht unter Denkmalschutz (Listeneintrag).

## Geschichte
Bei der Übertragung von Reliquien des hl. Hippolyt vom Kloster Tegernsee in das Hippolytuskloster in St. Pölten wurde auch in Eferding an der Donau Rast gemacht. Deshalb wurde um 786 das Patrozinium auf den hl. Hippolyt gewählt. Der Passauer Bischof Reginbert von Hagenau nannte 1145/1146 in einem Schreiben an das Stift Mattsee den Weltgeistlichen Rantwicus in Eferding (plebanus de Evridingen). Eine Urkunde aus 1209 nennt den Pfarrer Leutoldus. 1222 erhielt Eferding das Stadtrecht. 1407 legte der Passauer Fürsterzbischof Georg von Hohenlohe den Grundstein für den Neubau der Eferdinger Stadtpfarrkirche und die Kirche gehört mit der Stadtpfarrkirche Braunau und der Stadtpfarrkirche Steyr zu den mittelalterlichen Großkirchen von Oberösterreich. Errichtet wurde die mittelalterliche Staffelkirche erst ab 1451 zuerst vom Dombaumeister des Passauer Doms Jörg Windisch und nach dessen Tod von seinem Polier Bernhard Reckendorffer. Patronatsherren der Kirche waren die Grafen von Schaunberg und in deren Nachfolge die Starhemberg. Am Abend des Neujahrtages 1507 wurden die Gesamtkosten des Neubaues mit 5191 Pfund Pfennig angegeben.
Bedingt durch die Reformation und bedingt durch den Glaubenswechsel der Patronatsherren und etwa 75 % der Bevölkerung wirkten von 1544 bis 1624 evangelische Pfarrer in der Kirche. Aus dieser Zeit stammen wertvolle Epitaphe, wie das Schaunberger Hochgrab, sowie die große Glocke des Geläutes, die 1586 in Linz gegossen wurde. Die Stadt Eferding und weite Teile Oberösterreichs wurden 1626 im Bauernkrieg verwüstet. Im Zuge der Gegenreformation wurden in der Mitte des 17. Jahrhunderts die Kirche mit Barockaltären und einer neuen Kanzel ausgestattet. Die Stadtherrschaft hatten hierbei die Herren Füll von Windbach. Mit dem Grafen Johann Ludwig von Starhemberg ging 1660 mit dem Rückerwerb von Schloss Starhemberg die Herrschaft wieder an die Starhemberger. Unter Pfarrer Wolfgang Italus (–1701) wurden die mittelalterlichen farbigen Glasfenster zur Aufhellung der Kirche durch normales Fensterglas ersetzt.
Durch das Abfaulen der Eichenpfähle des Fundamentes entstanden zahlreiche Sprünge und Risse am Kirchengebäude. Wegen Einsturzgefahr war die Kirche 16 Monate gesperrt, bis die Firma Johann Höhne aus Wien-Währing das Fundament unterfangen konnte. Durch das Engagement des Patronatsherren Georg Adam Fürst von Starhemberg II. (1785–1860) mit dem Pfarrer Josef Hoflehner (–1875) wurde die Kirche vor dem Abbruch gerettet, was 1842 mit einem Chronogramm über dem Triumphbogen festgehalten wurde.
Unter Pfarrer Karl Grienberger (1875–1908) wurde das verputzte oder geschlämmte Mauerwerk der Kirche innen wie außen freigelegt. Im Kircheninneren blieben die Säulen steinsichtig und die Wände und Gewölbe wurden neu verputzt. Ein neuer neugotischer Hochaltar und einige Altäre in Seitenkapellen wurden eingebaut. Mit dem Pfarrer Anton Ludwig (–1928) wurden neugotische Fenster der Glaswerkstätte Ostermann & Hartwein in Freising eingebaut und die Restaurierung im Jahre 1912 abgeschlossen.
Mit Pfarrer Friedrich Hueber (–2000) wurde durch die Liturgiereform ein vorhandener gotischer Steinaltar einer Seitenkapelle abgebrochen und als Volksaltar im Chor neu aufgestellt.
1994 wurde das Kirchendach neu eingedeckt.

## Architektur
Kirchenäußeres

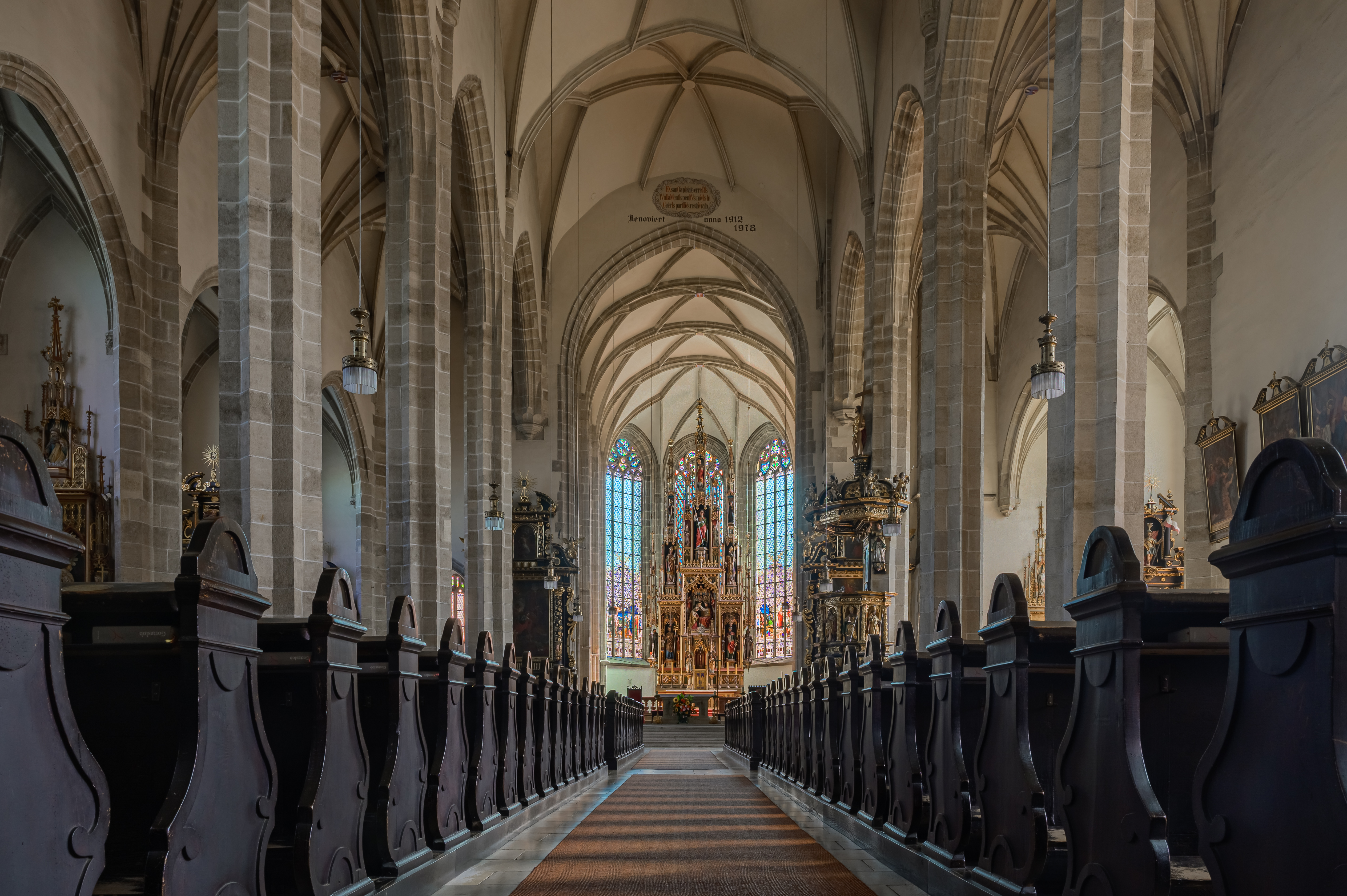
Mittelschiff mit Altar

Die mehrschiffige spätgotische Staffelhalle hat höhenmäßig abgestufte Schiffe unter einem Satteldach und wird durch Fenster in den niedrigen äußeren Längswänden belichtet. Es wird angenommen, dass die Kirche um und über einer mittelalterlichen Vorgängerkirche errichtet wurde, wobei nach Fertigstellung die Vorgängerkirche im Kircheninneren abgetragen wurde. Dabei blieb der Turm aus dem 14. Jahrhundert in den unteren Geschoßen erhalten. Der Grundstein, 1407 gelegt, zwischen Chor und der nördlich in der Chorecke zum Langhaus angesetzten Herrenkapelle, nun Heiliggeistkapelle, führte erst 1451 zum Baubeginn. Die Kapelle wurde 1457 nach sechs Jahren fertiggestellt und der Chorbau auf der Höhe der Fensterbänke unterbrochen. Nun folgten aufwendige Fundamentarbeiten für das Langhaus und mit einer weiteren Grundsteinlegung in der Nordostecke des Langhauses am 6. August 1466 wurde mit dem Hochziehen der Langhauswände und Langhauspfeiler begonnen. Der Kirchenbau wurde 1505 nach etwa 50 Jahren mit dem Einbau der Zwillingswendeltreppe zur Empore fertiggestellt.
Die Stadtpfarrkirche steht am heutigen Kirchenplatz, der anfangs ein Friedhof war. Die Kirche zeigt das unverputzte massive Mauerwerk mit behauenen Steinen und Bruchsteinen aus der Gegend, wobei auch Steine aus der abgebrochenen Vorgängerkirche verwendet wurden. Chor und Langhaus haben abgestufte Strebepfeiler. In der westlichen Giebelwand finden sich römische Werksteine und ein antikes Relief. Das große gotische Satteldach überdacht den eingezogenen Chor und alle drei Schiffe des Langhauses und hat eine Firsthöhe von 31 m. In der nördlichen Chorecke steht mit der Heiligengeistkapelle der älteste Bauteil der Kirche. In der südlichen Chorecke steht der mittelalterliche Turm der Hochgotik. Zur Zeit der Barockisierung erhielten die Schallfenster außen ein Rundbogengewände, wobei teilweise innen das gotische Maßwerk der Fenster erhalten blieb. Im Erdgeschoß des Turmes befindet sich die alte Sakristei mit einem Kreuzrippengewölbe aus dem 14. Jahrhundert. Der Schlussstein des Gewölbes zeigt eine Reliefdarstellung des Hauptes Christi mit einem kreuzförmigen Heiligenschein. Anfangs hatte der Turm ein steiles Keildach, das 1606 durch Blitzschlag zerstört wurde. Beim Wiederaufbau 1624 wurde eine umlaufende Galerie und ein Zwiebelhelm mit Laterne aufgesetzt. 1727 wurde wegen laufenden Sicherungsmaßnahmen der Turmhelm mit dem Barockbaumeister Johann Michael Prunner neu errichtet. Am Turm und Chor wurde 1762 die neue barocke Sakristei mit Oratorium angebaut. Die Fassade zeigt spätbarocke Stuckverzierungen und Fensterkörbe.
Das Südportal als Hauptportal der Kirche ist ein reich gestaltetes Doppelportal mit Türstürzen mit Schulterbögen. Darüber sind zwei Kielbogenfenster mit Vierpassmaßwerk, Krabben und Kreuzblumen und dazwischen Fialen. Drei Steinfiguren auf Konsolen unter Baldachinen zeigen mittig die Gottesmutter mit dem Jesuskind und kleiner den knienden Grafen Sigmund I. von Schaunberg (–1498), der an der Grundsteinlegung beteiligt war. Der Betschemel zeigt das Schaunberger Wappen und die Jahresangabe 1497. Die linke Steinfigur zeigt den hl. Hippolyt als Kirchenpatron. Die rechte Steinfigur zeigt den hl. Ägidius mit den Attributen Abtstab und springender Hund als Patron der Schiffsleute. Das Nordportal wiederholt mit großer Einfachheit die Gestaltung des Südportals. Das Westportal mit einem mehrfach profilierten Gewände zeigt zwei Steinfiguren auf Konsolen unter Baldachinen, links den Apostel Mattias mit dem Attribut Beil als Patron der Bauhandwerker, rechts den Apostel Thomas mit dem Attribut Winkelmaß als Patron der Architekten. Das Relief über dem geraden Sturz zeigt das Schweißtuch der Veronika von zwei Engeln gehalten.
Kircheninneres

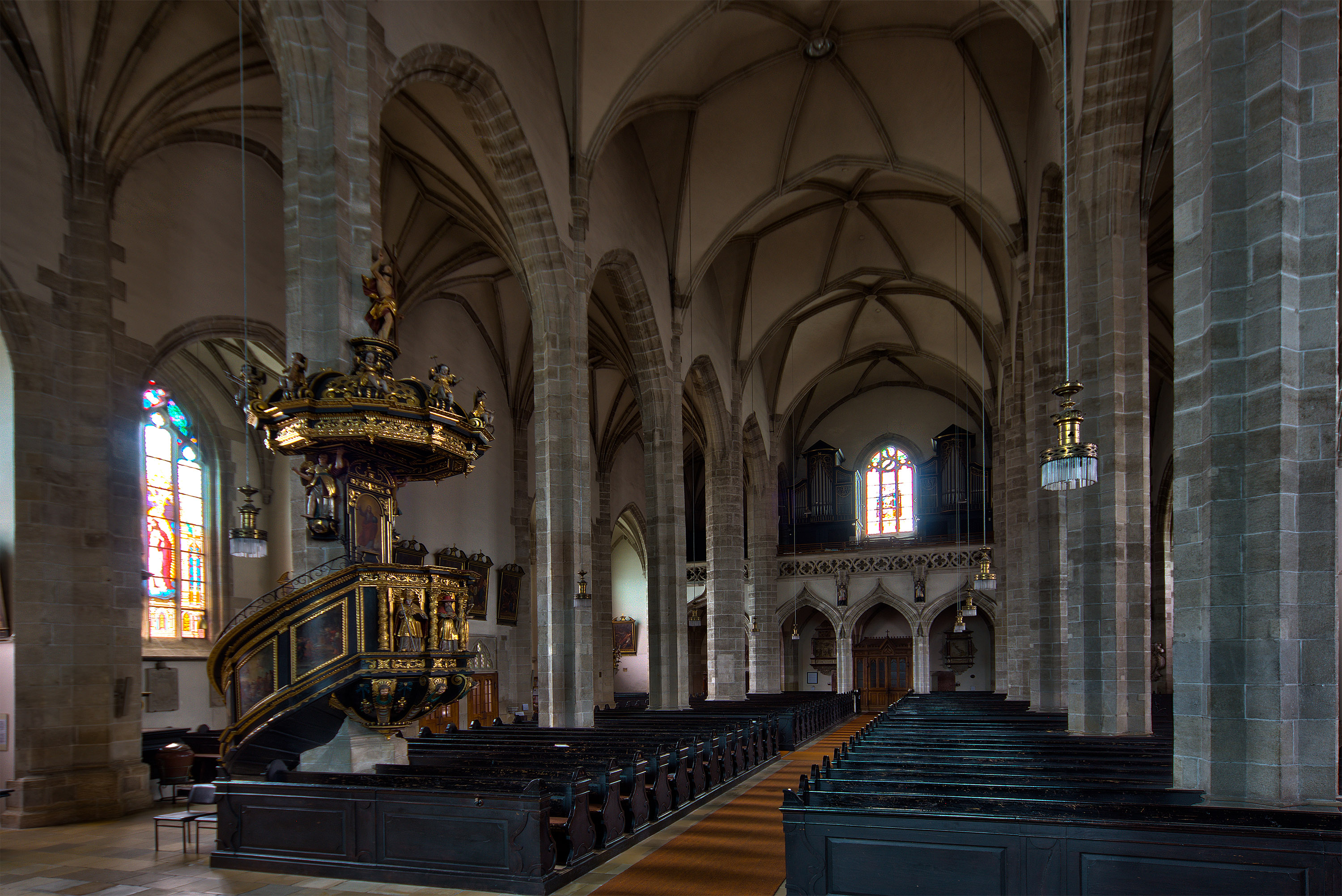
Blick nach hinten: Kanzel und Empore

Das dreischiffige Langhaus über sechs Joche hat zwischen den randständigen eingezogenen Wandpfeilern neun (2009) Seitenkapellen. Mittig tragen je 5 Pfeiler beidseitig das Netzrippengewölbe. Das Gewölbe hat eine fächerförmige Anordnung der Rippen von den Einzelpfeilern zu den geschlungenen Scheidebögen der randständigen Pfeiler. Die Schlusssteine zeigen Wappen der Schaunberger. Die sechs Einzelpfeiler östlich zum Chor sind achteckig-sternförmig ausgebildet, die vier verbleibenden westlichen Einzelpfeiler nur achteckig. Die Außenwände des Langhauses haben beidseits fünf Spitzbogenfenster. Jedes Langhausfenster hat eine andere Maßwerkgliederung. Die Fenstergläser zeigen Darstellungen aus dem Leben Jesu und Heilige.
Vier Stufen führen durch den massiv ausgebildeten Chorbogen in den eingezogenen dreieinhalbjochigen Chor mit einem 3/8-Schluss. Der Chor hat ein Netzrippengewölbe und fünf hohe Fenster. Vier Fenster zeigen Darstellungen aus dem Leben Jesu.
Die Westempore mit der Zwillingswendeltreppe aus 1505 hat eine durchbrochene Maßwerkbrüstung und ruht auf drei steinernen Kielbögen im Mittelschiff und je zwei Kielbögen in den Seitenschiffen. An der Rückwand der Empore ist ein großes Fenster mit der Darstellung der hl. Cäcilia, der Patronin der Kirchenmusik.

## Ausstattung
Hochaltar
Zwei überlebensgroße Apostelfiguren hl. Petrus und hl. Paulus des früheren barocken Hochaltares befinden sich seit 1946 an der Innenseite des Hauptportales des Mariä-Empfängnis-Doms in Linz. Die Statue hl. Hippolyt des Barockaltares befindet sich heute an der Südwand im Chor.
Der neugotische Hochaltar wurde 1890 vom Bildhauer Franz Schmalzl aus St. Ulrich in Gröden nach einem Entwurf des Franziskanerpaters Johannes Maria Reiter aus Hall in Tirol erbaut. Die Figuren zeigen mittig die Krönung Mariens flankiert von den Aposteln Petrus mit den Kirchenlehrern Thomas von Aquin und Bonaventura und Paulus mit Franz von Assisi und Johannes von Capestrano. Die Erzengel Michael und Raphael stehen links und rechts vom Tabernakel. Über der Krönung Mariens ist die Figur des Kirchenpatrons hl. Hippolyt flankiert von Engeln mit Symbolen des Martyriums. Daneben stehen links der hl. Rupert von Salzburg und rechts der hl. Konrad von Mondsee. Links des Mittelschreins steht der hl. Nikolaus als Patron der Schiffer, Flößer und Händler und rechts der hl. Valentin als spätrömischer Bischof in Passau; davon abgesetzt links der hl. Severin am Ufer als Apostel von Noricum und rechts der Einsiedler Ägidius mit der Hirschkuh als Patron der Schiffsleute. Die oberste Figur zeigt den hl. Wolfgang von Regensburg. Das Figurenprogramm des Hochaltars bezog sich weitgehend auf die Klosterkirche des Franziskanerklosters Pupping in Pupping, wo der hl. Wolfgang auf einer Reise 994 verstarb.
Seitenaltäre
Die barocken Seitenaltäre um 1660 im Langhaus an der Triumphbogenwand sind links der Katharinenaltar und rechts der Barbaraaltar. Beide Altäre haben gewundene Säulen, Weinranken und bewegte Engelsfiguren. Beim Katharinenaltar zeigt das Altarblatt die Enthauptung der hl. Katharina, das Auszugsbild den hl. Severin, das Predellenbild den Tod der hl. Katharina. Beim Barbaraaltar zeigt das Altarbild die Enthauptung der hl. Barbara, das Auszugsbild zeigt Christus am Ölberg, das Predellenbild die Auferweckung des hl. Lazarus.
Die nördlichen Seitenkapellen
- 1. Kapelle: Altar des hl. Franz von Paola
- 2. Kapelle: Altar des hl. Michael
- 3. Kapelle im Vorraum des Nordportals: Ölbergaltar
- 4. Kapelle: Altar des hl. Petrus und hl. Andreas
- 5. Kapelle: Bäcker-, Annen- und Allerheiligenaltar

Die südlichen Seitenkapellen
- 1. Kapelle hinten: Taufkapelle
- 2. Kapelle: Altar des hl. Josef
- 3. Kapelle: Pietà
- 4. Kapelle: Weber- und Florianialtar
- 5. Kapelle: Marienaltar und ebendort freistehend das Renaissance-Hochgrab des Wolfgang II. von Schaunberg (–1559) und seiner Gattin Anna Gräfin von Ortenburg-Salamance (–1569). Vor der Restaurierung (2000) waren die Reliefs im Chor, die Deckplatte in dieser Kapelle, und die wappentragenden Löwen im Sockel des Sakristei eingemauert.

Gruft
In der unter dem Chor liegenden Starhemberg-Gruft sind die meisten Fürsten aus  dieser Familie bestattet, so auch Ernst Rüdiger (1899–1956). Eine an der Wand daneben angebrachte Wandtafel nennt die Namen der hier begrabenen Personen. In der Stadtpfarrkirche befinden sich zahlreiche weitere Monumente, die mit den Starhemberg in Verbindung stehen.
Kanzel
Die barocke Kanzel um 1660 zeigt im Kanzelkorb Nischenfiguren: mittig Johannes den Täufer mit Fellkleid, Stab und Spruchband, zu seinen Seiten vier Kirchenväter, den hl. Gregor mit Mitra, den hl. Hieronymus mit Kardinalshut, den hl. Ambrosius mit Bienenkorb und den hl. Augustinus mit einem Herz. Der Schalldeckel, von zwei großen Engeln getragen, wird von einer Statue des Auferstandenen bekrönt. Die Kanzelstiege zeigt fünf Ölbilder mit Darstellungen aus dem Leben Jesu.
Orgel
Vor der Orgel auf der Emporenbrüstung stehen die Figuren hl. Aloisius und hl. Johannes Nepomuk, Schnitzwerke aus Gröden aus dem 19. Jahrhundert. Die Orgel wurde 1913 vom Orgelbau Breinbauer in Ottensheim gebaut und hat eine pneumatische Traktur mit 38 Registern und sechs Koppeln. Breinbauer verwendete große Bestände der Vorgängerorgel aus 1844.
Geläute
- Große Glocke Zeugin 1586 gegossen von Augustin Kaltenecker in Linz mit 1150 kg und Ton „e“[1]
- 12-Uhr-Glocke aus 1949 der Glockengießerei St. Florian mit 707 kg und Ton „g“
- 11-Uhr-Glocke oder Messglocke aus 1949 in St. Florian mit 340 kg und Ton „a“
- Speiseglocke aus 1949 in St. Florian mit 284 kg und Ton „h“
- Sterbeglocke aus 1949 in St. Florian mit 77 kg und Ton „as“

## Epitaphe
- Das älteste Epitaph bei Westportal ist zu Friedrich Ecker, 1388 in Eferding verstorben, sein Sohn war Stadtrichter.
- Ein Grabdenkmal an der Nordwand des Chores ist zu Graf Konrad Balthasar von Starhemberg, des Vaters von Ernst Rüdiger von Starhemberg, Führer der Verteidiger von Wien bei der Zweiten Wiener Türkenbelagerung
- Ein Epitaph beim Sakristeieingang des Chores zum dreieinhalbjährigen Georg Christoph Praunfalk (–1617), Sohn des Peter Christoph Praunfalk zu Neuhaus und seiner Frau Anna. Bemerkenswert das Relief Sündenfall und die Auferstehung mit 1 Kor 15,22.
- Es gibt mächtige Grabplatten der Stadtherrn Schaunberger, beim Nordportal zu Graf Georg III. von Schaunberg († 1554) als voll bewappneter Ritter auf einem Löwen mit dem Wappen der Schaunberger und für seine Frau das Wappen der Arco.
- Zwischen Bäckeraltar und Musikchor ist ein Epitaph zu Pfarrer Wolfgang Italus (–1701), verantwortlich für die Barockisierung der Kirche.
- Johannes von Brannt (gestorben 1542), Magister der Rechte und der Philosophie, Freund des Arztes Paracelsus.
- Wolfgang II. von Schaunberg (gestorben 1559)
- Johann II. Graf von Schaunberg (gestorben 1453) und Anna von Pettau (gestorben 1465), außen an der Kirche angebracht
- Sebastian Reinthaler, um 1490 bis 1520 in Eferding als Maler tätig, außen an der Kirche angebracht
- Wolfgang Helltampf (gestorben 1497), außen an der Kirche angebracht
- Stephan Graf Zichy zu Zich und Vasonykeö (geboren 1780, gestorben 1853), k. k. Kämmerer, wirklicher geheimer Rat und Botschafter, Franziska Gräfin von Starhemberg (geboren 1787, gestorben 1864), Ehefrau des Vorgenannten, Anna Maria Gräfin Zichy zu Zich und Vasonykeö (geboren 1824, gestorben 1902), Tochter der beiden vorgenannten Personen, vermählte Gräfin Kinsky, außen an der Kirche angebracht
- Magister Georg Summermayr, außen an der Kirche angebracht
- Susanna Fieter (gestorben 1600), Ehefrau von Linhart Schmelzing zu Wernstein, außen an der Kirche angebracht
- Wilboldt von Pirching (gestorben 1536) zu Siegharting und Cammer, Wappen von Pirching, von Nußdorf und von Freiberg, außen an der Kirche angebracht
- Georg Christoph von Haim zu Reichenstein, Wappen von Haim und von Oedt, außen an der Kirche angebracht
- Margarethe I. von Absberg-Rumburg (gestorben 1519), außen an der Kirche angebracht

## Fotos

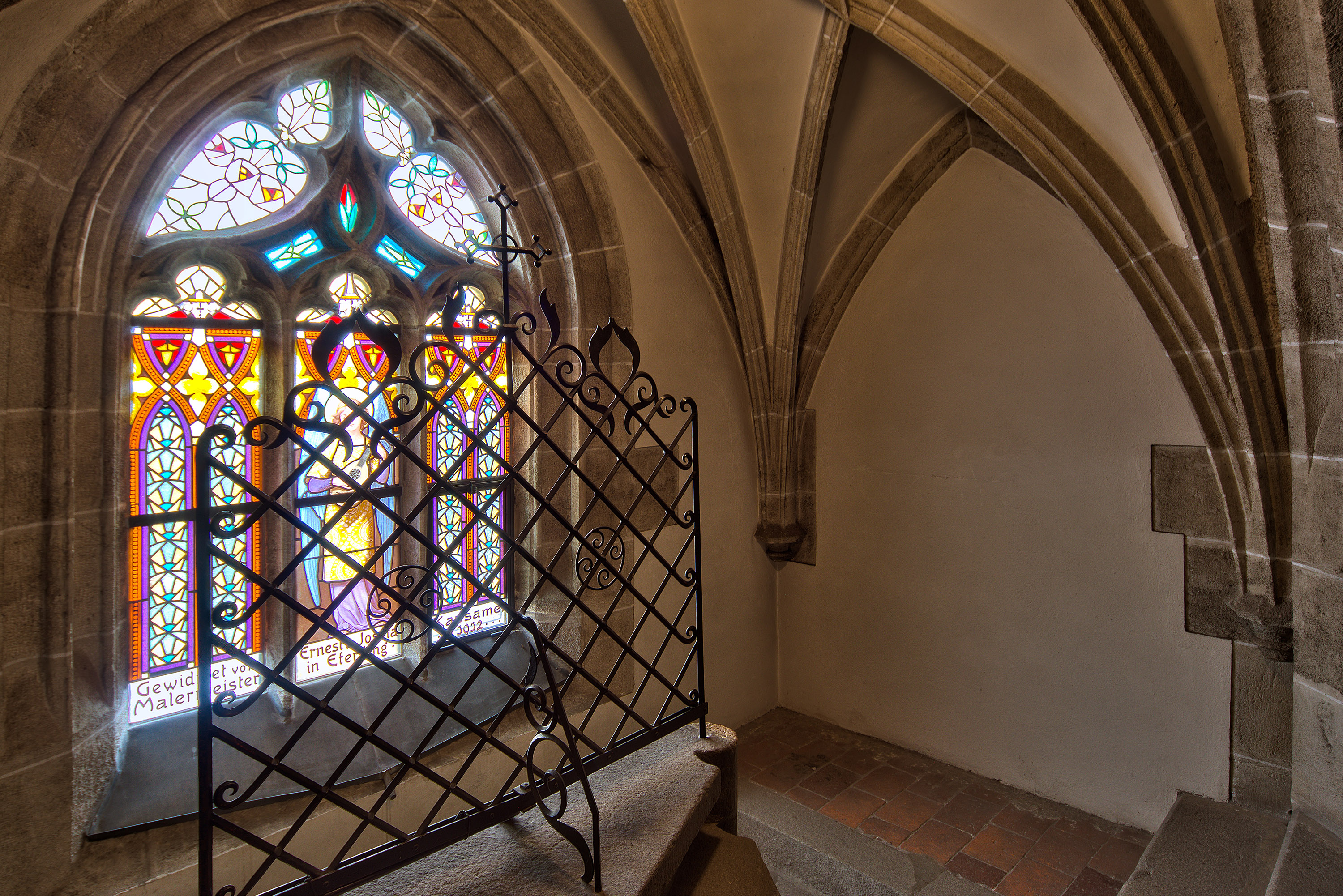
Der Aufgang über die Doppelwendeltreppe zur Empore
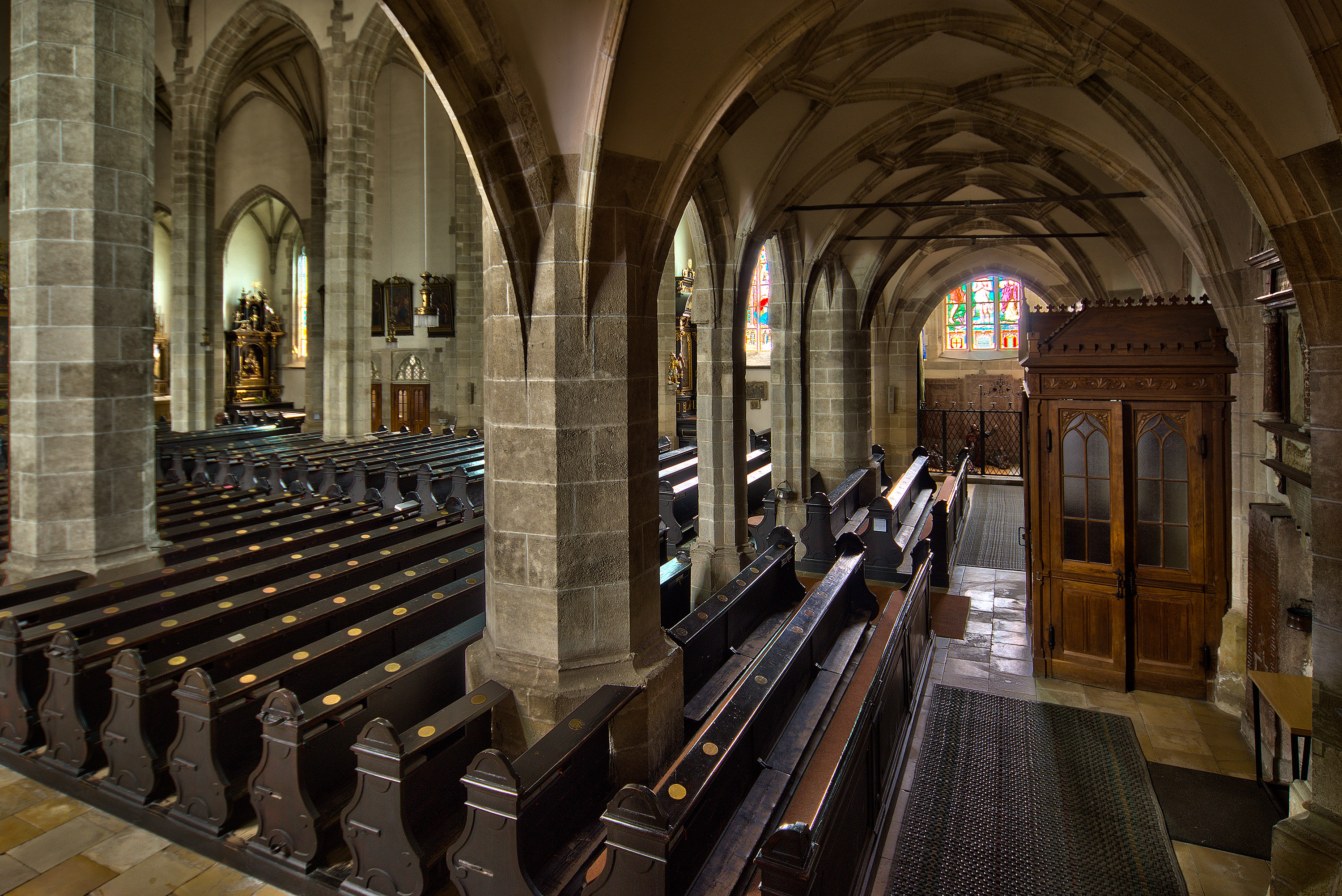
Unterhalb der Empore
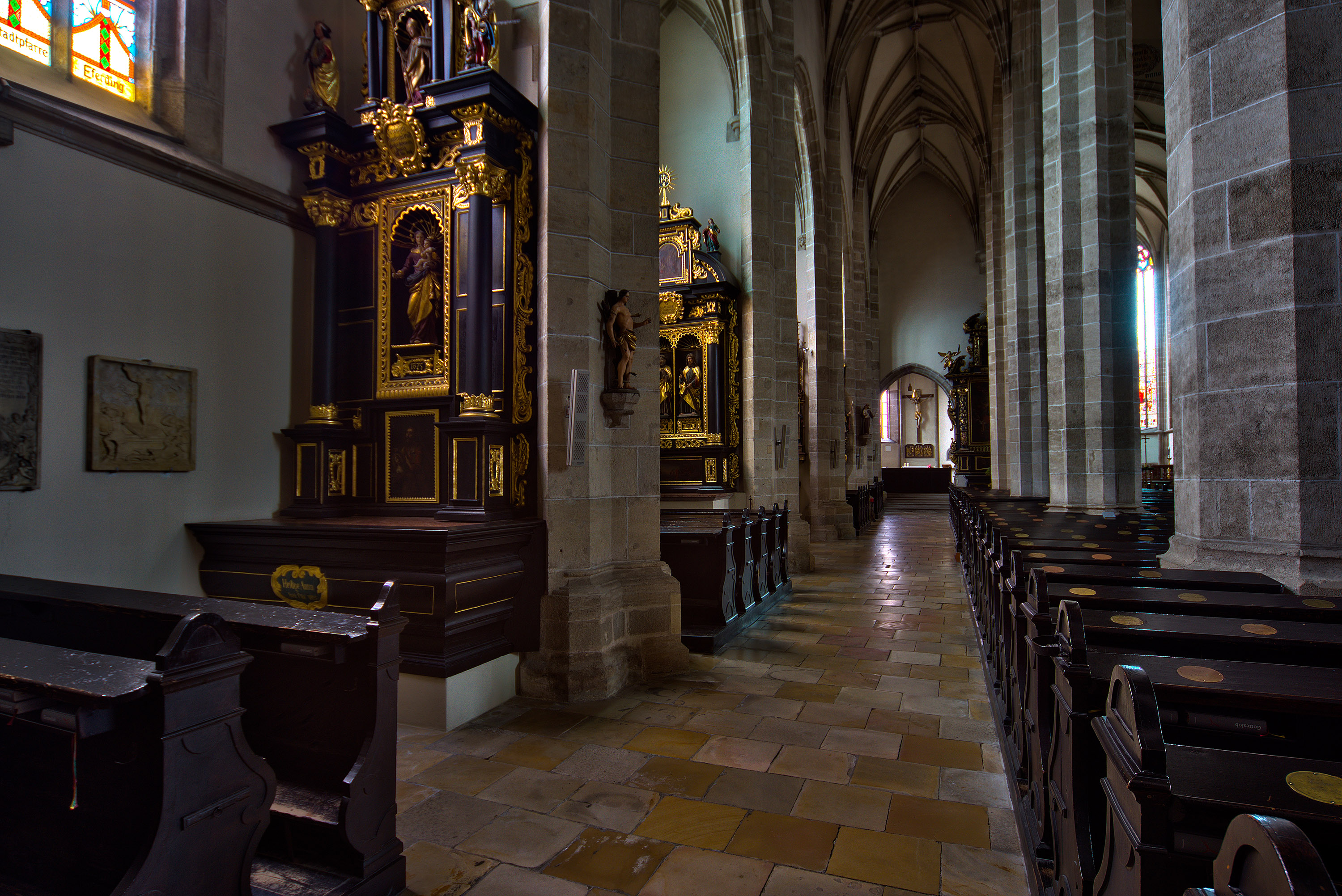
Nebenaltäre im Seitenschiff
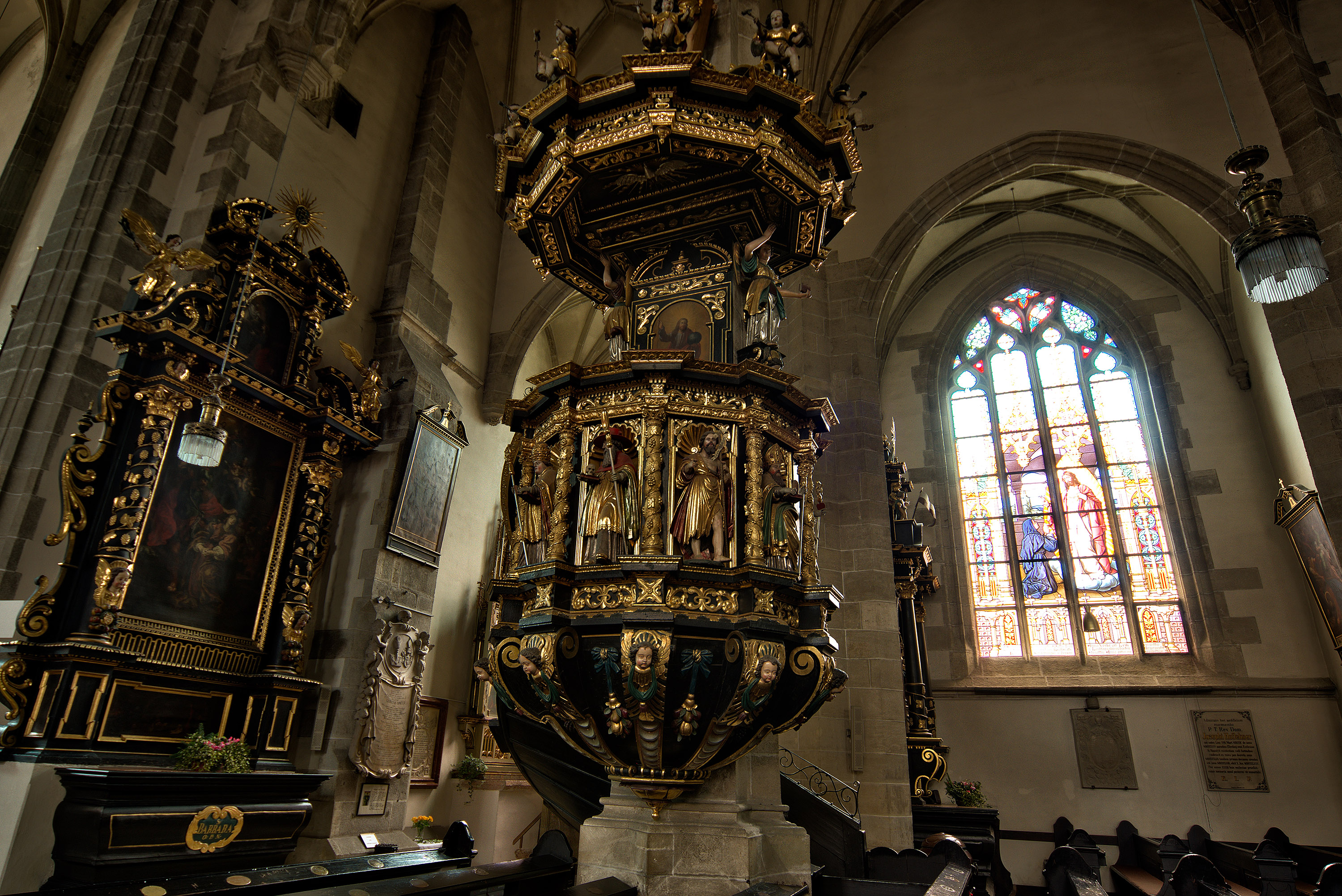
Die barocke Kanzel aus dem 17. Jahrhundert
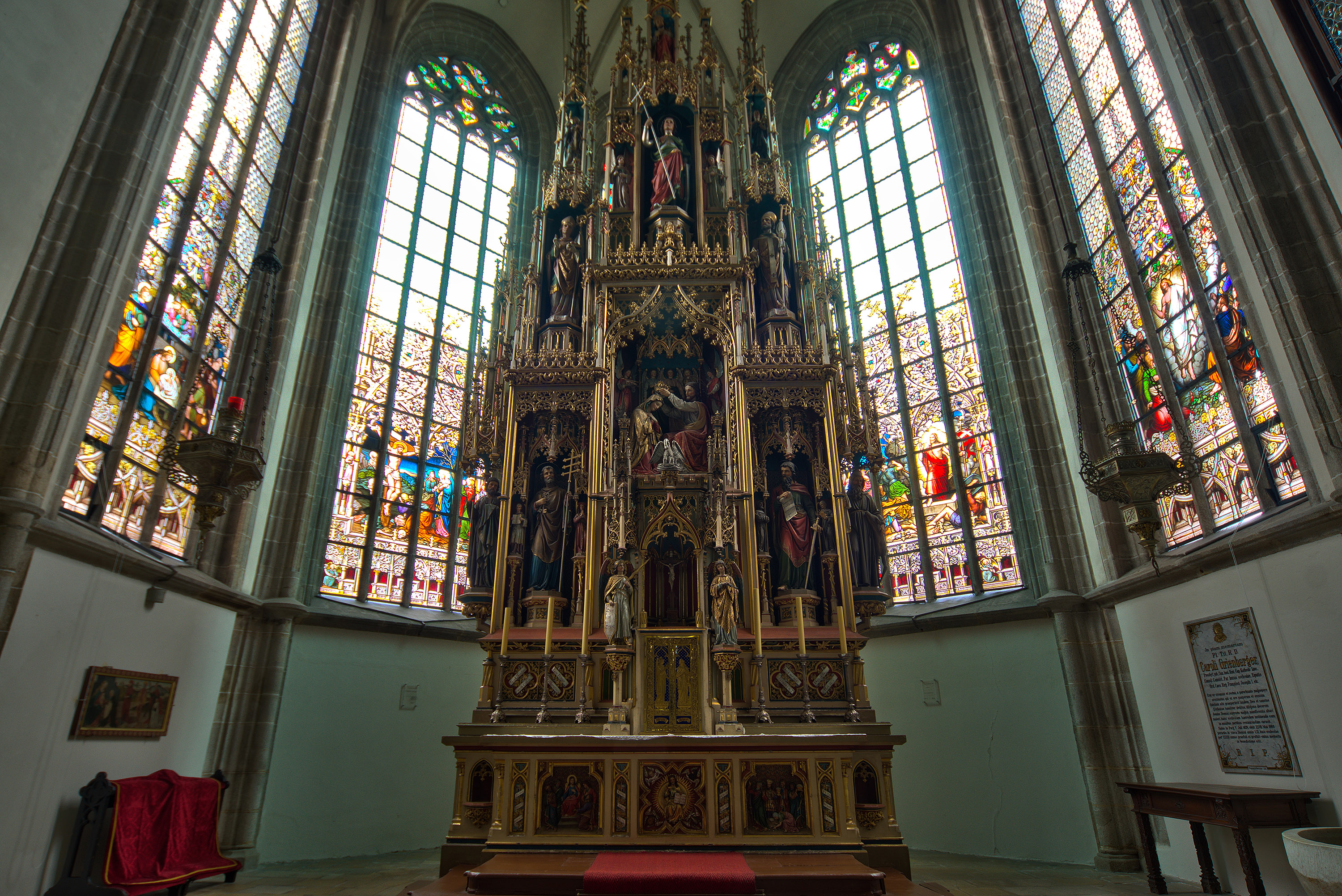
Der neugotische Hochaltar
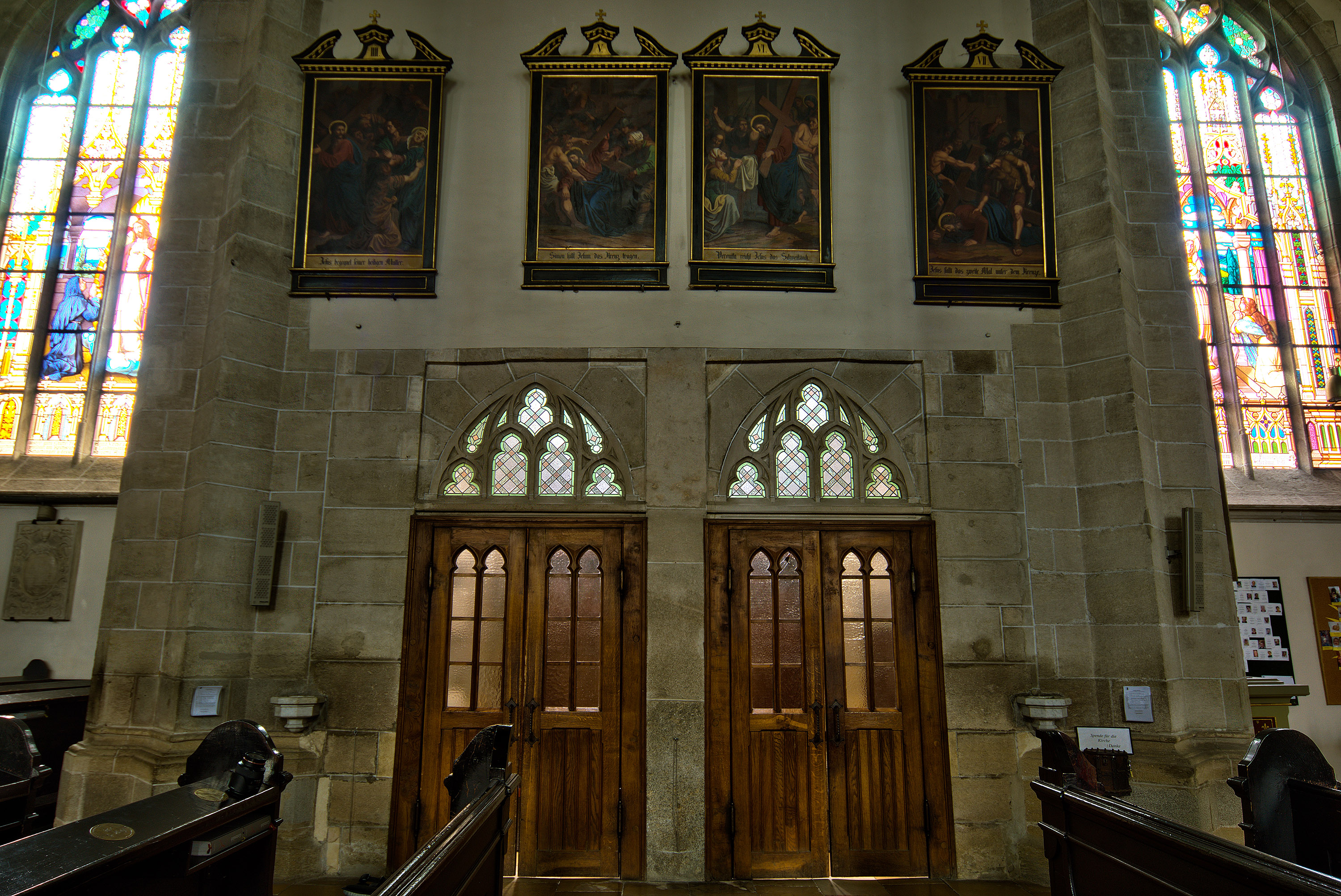
Das Eingangsportal von innen
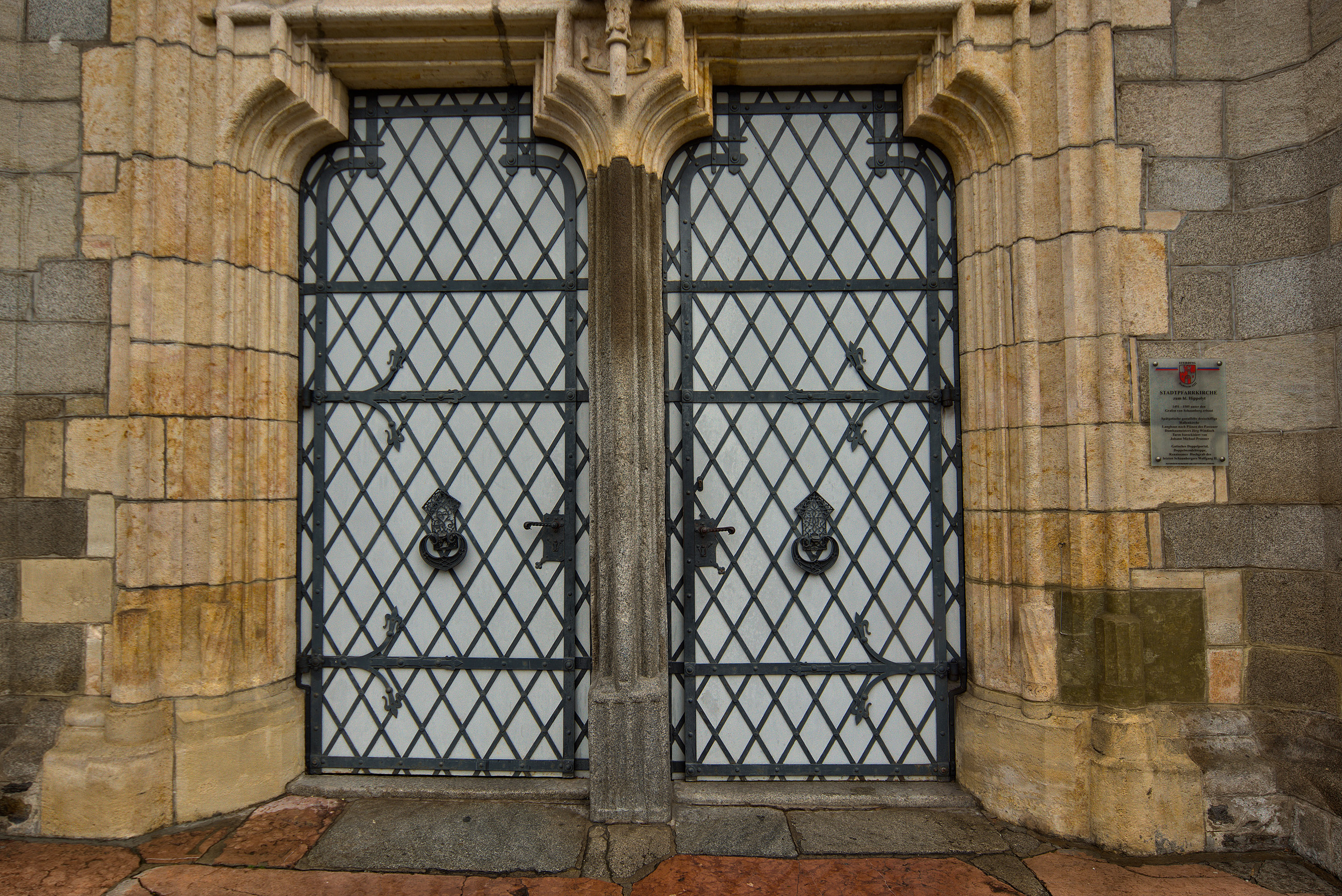
Detailansicht des Eingangsportales
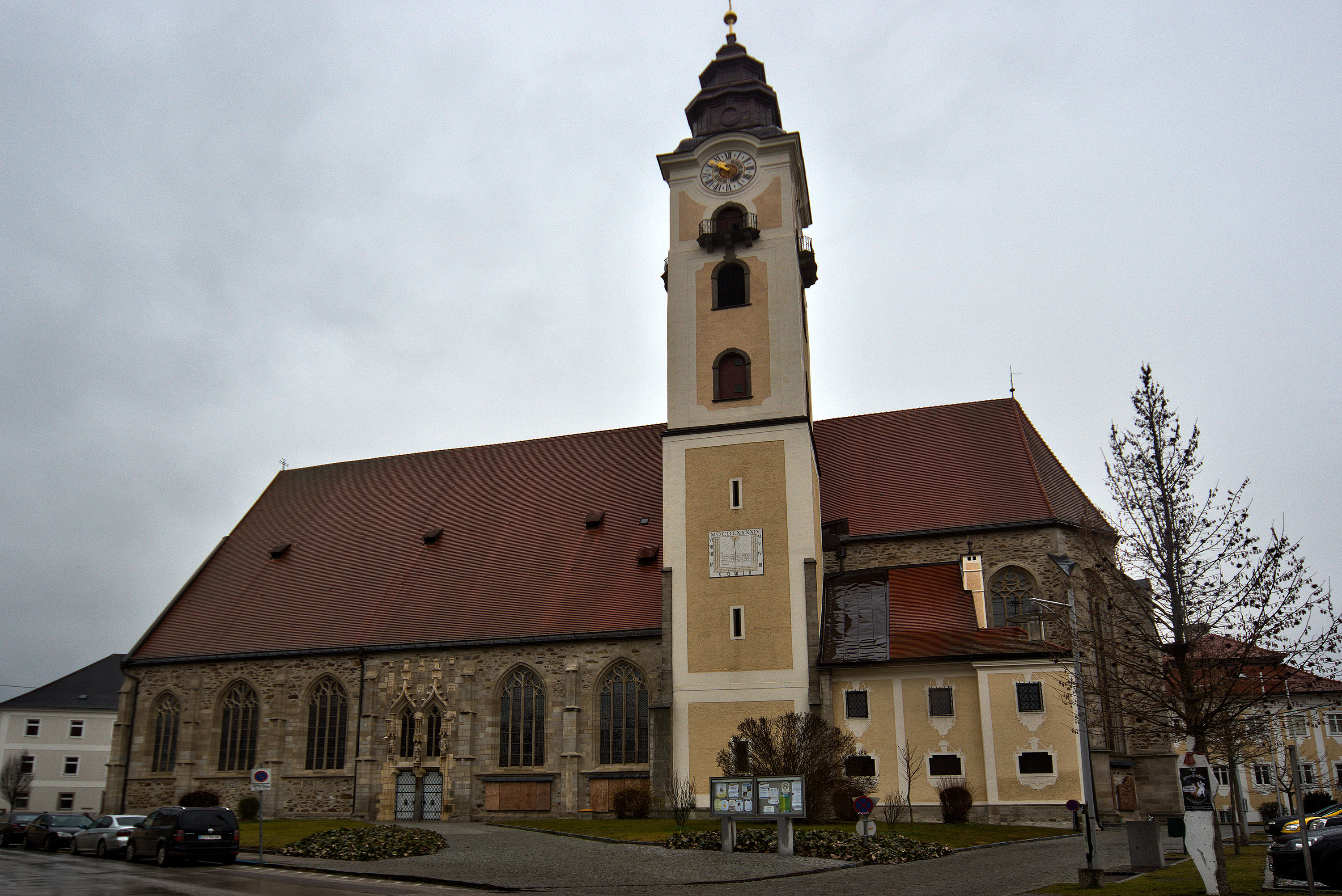
Gesamtansicht der Kirche von Süden